# Urlugaledinna

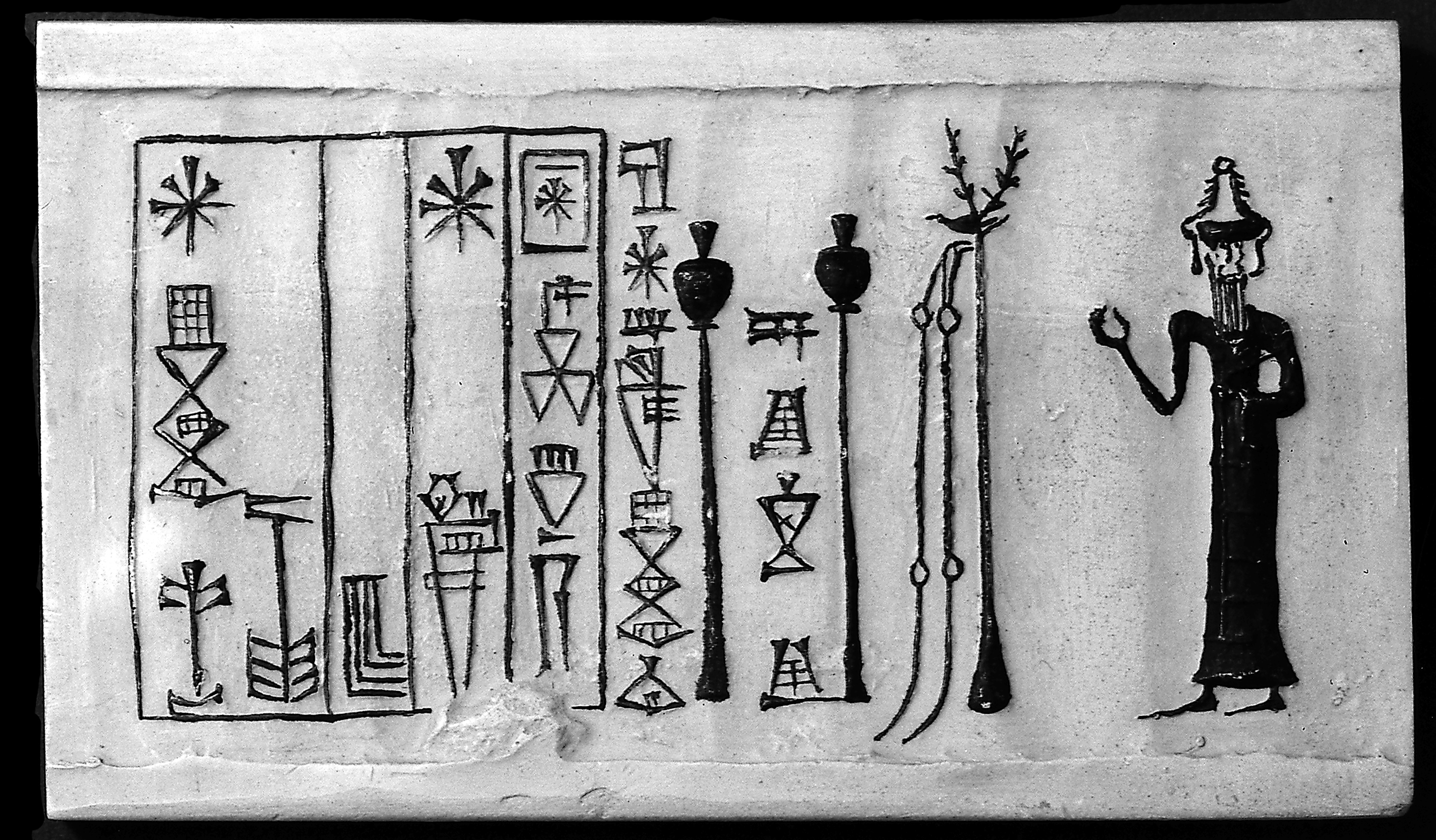
Abdruck des Zylindersiegels von Urlugaledinna

Urlugaledinna, auch Ur-Lugal-Edina, ist der Name des ersten überlieferten Tierheilkundigen, der um 2200 v. Chr. (nach anderen Angaben um 3000 v. Chr.) unter der Herrschaft von Urningirsu, dem Sohn des Gudea, in Lagasch im südlichen Mesopotamien lebte. Sein Siegel ist bis heute erhalten und befindet sich im Louvre. Es zeigt einen bärtigen Gott in einem knöchellangen Falbelgewand, der in der erhobenen rechten Hand einen kleinen Gegenstand, vermutlich eine Arznei oder eine Phiole trägt.